# 十月镇区 (阿穆尔州)
十月镇区（俄语：Октябрьский район）是俄罗斯联邦阿穆尔州下辖的一个区，其行政中心为叶卡捷里诺斯拉夫卡。据2016年统计，该区的人口为18375人。